# Russisch handbalteam (vrouwen)

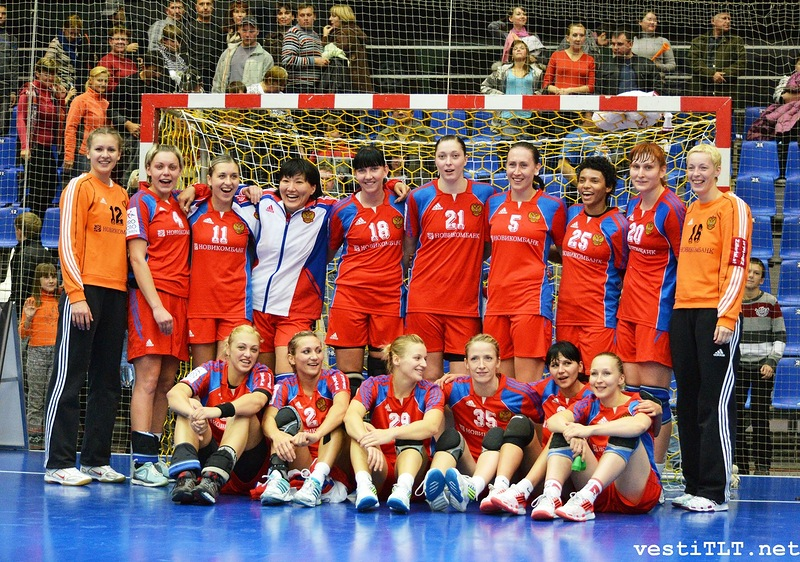
Het Russisch handbalteam in 2011

Het Russisch handbalteam is het nationale vrouwenteam dat Rusland vertegenwoordigt tijdens internationale handbalwedstrijden. Het team valt onder de verantwoordelijkheid van de Russische Handbalfederatie.

## Resultaten

### Olympische Spelen
| Olympische Spelen | Olympische Spelen              | Olympische Spelen              | Olympische Spelen              | Olympische Spelen              | Olympische Spelen              | Olympische Spelen              | Olympische Spelen              | Olympische Spelen              |
| Jaar (teams)      | Resultaat                      | Wed                            | W                              | G                              | V                              | DV                             | DT                             | DS                             |
| ----------------- | ------------------------------ | ------------------------------ | ------------------------------ | ------------------------------ | ------------------------------ | ------------------------------ | ------------------------------ | ------------------------------ |
| 1976 (6)          | Onderdeel van Sovjet-Unie      | Onderdeel van Sovjet-Unie      | Onderdeel van Sovjet-Unie      | Onderdeel van Sovjet-Unie      | Onderdeel van Sovjet-Unie      | Onderdeel van Sovjet-Unie      | Onderdeel van Sovjet-Unie      | Onderdeel van Sovjet-Unie      |
| 1980 (6)          | Onderdeel van Sovjet-Unie      | Onderdeel van Sovjet-Unie      | Onderdeel van Sovjet-Unie      | Onderdeel van Sovjet-Unie      | Onderdeel van Sovjet-Unie      | Onderdeel van Sovjet-Unie      | Onderdeel van Sovjet-Unie      | Onderdeel van Sovjet-Unie      |
| 1984 (6)          | Onderdeel van Sovjet-Unie      | Onderdeel van Sovjet-Unie      | Onderdeel van Sovjet-Unie      | Onderdeel van Sovjet-Unie      | Onderdeel van Sovjet-Unie      | Onderdeel van Sovjet-Unie      | Onderdeel van Sovjet-Unie      | Onderdeel van Sovjet-Unie      |
| 1988 (8)          | Onderdeel van Sovjet-Unie      | Onderdeel van Sovjet-Unie      | Onderdeel van Sovjet-Unie      | Onderdeel van Sovjet-Unie      | Onderdeel van Sovjet-Unie      | Onderdeel van Sovjet-Unie      | Onderdeel van Sovjet-Unie      | Onderdeel van Sovjet-Unie      |
| 1992 (8)          | Onderdeel van gezamenlijk team | Onderdeel van gezamenlijk team | Onderdeel van gezamenlijk team | Onderdeel van gezamenlijk team | Onderdeel van gezamenlijk team | Onderdeel van gezamenlijk team | Onderdeel van gezamenlijk team | Onderdeel van gezamenlijk team |
| 1996 (8)          | Niet gekwalificeerd            | Niet gekwalificeerd            | Niet gekwalificeerd            | Niet gekwalificeerd            | Niet gekwalificeerd            | Niet gekwalificeerd            | Niet gekwalificeerd            | Niet gekwalificeerd            |
| 2000 (10)         | Niet gekwalificeerd            | Niet gekwalificeerd            | Niet gekwalificeerd            | Niet gekwalificeerd            | Niet gekwalificeerd            | Niet gekwalificeerd            | Niet gekwalificeerd            | Niet gekwalificeerd            |
| 2004 (10)         | Niet gekwalificeerd            | Niet gekwalificeerd            | Niet gekwalificeerd            | Niet gekwalificeerd            | Niet gekwalificeerd            | Niet gekwalificeerd            | Niet gekwalificeerd            | Niet gekwalificeerd            |
| 2008 (12)         | 2e                             | 8                              | 6                              | 1                              | 1                              | 229                            | 210                            | +19                            |
| 2012 (12)         | 8e                             | 6                              | 3                              | 1                              | 2                              | 174                            | 149                            | +25                            |
| 2016 (12)         | 1e                             | 8                              | 8                              | 0                              | 0                              | 256                            | 230                            | +26                            |
| 2020 (12)         | 2e                             | 8                              | 5                              | 1                              | 2                              | 232                            | 231                            | +1                             |
| Totaal            | 4/7                            | 30                             | 23                             | 3                              | 5                              | 891                            | 820                            | +71                            |

 Kampioenen   Runners-up   Derde plaats   Vierde plaats

### Wereldkampioenschap
| Wereldkampioenschap | Wereldkampioenschap       | Wereldkampioenschap       | Wereldkampioenschap       | Wereldkampioenschap       | Wereldkampioenschap       | Wereldkampioenschap       | Wereldkampioenschap       | Wereldkampioenschap       |
| Jaar                | Resultaat                 | Wed                       | W                         | G                         | V                         | DV                        | DT                        | DS                        |
| ------------------- | ------------------------- | ------------------------- | ------------------------- | ------------------------- | ------------------------- | ------------------------- | ------------------------- | ------------------------- |
| 1957                | Onderdeel van Sovjet-Unie | Onderdeel van Sovjet-Unie | Onderdeel van Sovjet-Unie | Onderdeel van Sovjet-Unie | Onderdeel van Sovjet-Unie | Onderdeel van Sovjet-Unie | Onderdeel van Sovjet-Unie | Onderdeel van Sovjet-Unie |
| 1962                | Onderdeel van Sovjet-Unie | Onderdeel van Sovjet-Unie | Onderdeel van Sovjet-Unie | Onderdeel van Sovjet-Unie | Onderdeel van Sovjet-Unie | Onderdeel van Sovjet-Unie | Onderdeel van Sovjet-Unie | Onderdeel van Sovjet-Unie |
| 1965                | Onderdeel van Sovjet-Unie | Onderdeel van Sovjet-Unie | Onderdeel van Sovjet-Unie | Onderdeel van Sovjet-Unie | Onderdeel van Sovjet-Unie | Onderdeel van Sovjet-Unie | Onderdeel van Sovjet-Unie | Onderdeel van Sovjet-Unie |
| 1971                | Onderdeel van Sovjet-Unie | Onderdeel van Sovjet-Unie | Onderdeel van Sovjet-Unie | Onderdeel van Sovjet-Unie | Onderdeel van Sovjet-Unie | Onderdeel van Sovjet-Unie | Onderdeel van Sovjet-Unie | Onderdeel van Sovjet-Unie |
| 1973                | Onderdeel van Sovjet-Unie | Onderdeel van Sovjet-Unie | Onderdeel van Sovjet-Unie | Onderdeel van Sovjet-Unie | Onderdeel van Sovjet-Unie | Onderdeel van Sovjet-Unie | Onderdeel van Sovjet-Unie | Onderdeel van Sovjet-Unie |
| 1975                | Onderdeel van Sovjet-Unie | Onderdeel van Sovjet-Unie | Onderdeel van Sovjet-Unie | Onderdeel van Sovjet-Unie | Onderdeel van Sovjet-Unie | Onderdeel van Sovjet-Unie | Onderdeel van Sovjet-Unie | Onderdeel van Sovjet-Unie |
| 1978                | Onderdeel van Sovjet-Unie | Onderdeel van Sovjet-Unie | Onderdeel van Sovjet-Unie | Onderdeel van Sovjet-Unie | Onderdeel van Sovjet-Unie | Onderdeel van Sovjet-Unie | Onderdeel van Sovjet-Unie | Onderdeel van Sovjet-Unie |
| 1982                | Onderdeel van Sovjet-Unie | Onderdeel van Sovjet-Unie | Onderdeel van Sovjet-Unie | Onderdeel van Sovjet-Unie | Onderdeel van Sovjet-Unie | Onderdeel van Sovjet-Unie | Onderdeel van Sovjet-Unie | Onderdeel van Sovjet-Unie |
| 1986                | Onderdeel van Sovjet-Unie | Onderdeel van Sovjet-Unie | Onderdeel van Sovjet-Unie | Onderdeel van Sovjet-Unie | Onderdeel van Sovjet-Unie | Onderdeel van Sovjet-Unie | Onderdeel van Sovjet-Unie | Onderdeel van Sovjet-Unie |
| 1990                | Onderdeel van Sovjet-Unie | Onderdeel van Sovjet-Unie | Onderdeel van Sovjet-Unie | Onderdeel van Sovjet-Unie | Onderdeel van Sovjet-Unie | Onderdeel van Sovjet-Unie | Onderdeel van Sovjet-Unie | Onderdeel van Sovjet-Unie |
| 1993                | 5e                        | 7                         | 4                         | 1                         | 2                         | 164                       | 147                       | +17                       |
| 1995                | 6e                        | 8                         | 4                         | 1                         | 3                         | 187                       | 171                       | +16                       |
| 1997                | 4e                        | 9                         | 6                         | 1                         | 2                         | 227                       | 209                       | +18                       |
| 1999                | 12e                       | 6                         | 3                         | 0                         | 3                         | 178                       | 144                       | +34                       |
| 2001                | 1e                        | 9                         | 9                         | 0                         | 0                         | 252                       | 194                       | +89                       |
| 2003                | 7e                        | 8                         | 5                         | 1                         | 2                         | 224                       | 182                       | +42                       |
| 2005                | 1e                        | 10                        | 10                        | 0                         | 0                         | 328                       | 239                       | +89                       |
| 2007                | 1e                        | 9                         | 7                         | 1                         | 1                         | 324                       | 279                       | +45                       |
| 2009                | 1e                        | 9                         | 6                         | 0                         | 3                         | 253                       | 242                       | +11                       |
| 2011                | 6e                        | 9                         | 7                         | 0                         | 2                         | 295                       | 210                       | +85                       |
| 2013                | Niet gekwalificeerd       | Niet gekwalificeerd       | Niet gekwalificeerd       | Niet gekwalificeerd       | Niet gekwalificeerd       | Niet gekwalificeerd       | Niet gekwalificeerd       | Niet gekwalificeerd       |
| 2015                | 5e                        | 9                         | 8                         | 0                         | 1                         | 277                       | 207                       | +70                       |
| 2017                | 5e                        | 7                         | 6                         | 0                         | 1                         | 202                       | 180                       | +18                       |
| 2019                | 3e                        | 10                        | 9                         | 0                         | 1                         | 311                       | 224                       | +87                       |
| 2021                | 8e                        | 7                         | 4                         | 1                         | 2                         | 211                       | 181                       | +30                       |
| Totaal              | 14/15                     | 119                       | 92                        | 6                         | 21                        | 3.486                     | 2.708                     | +778                      |

 Kampioenen   Runners-up   Derde plaats   Vierde plaats

### Europees kampioenschap
| Europees kampioenschap | Europees kampioenschap                 | Europees kampioenschap                 | Europees kampioenschap                 | Europees kampioenschap                 | Europees kampioenschap                 | Europees kampioenschap                 | Europees kampioenschap                 | Europees kampioenschap                 | Europees kampioenschap                 |
| Jaar (teams)           | Resultaat                              | Wed                                    | W                                      | G                                      | V                                      | DV                                     | DT                                     | DS                                     | Kwal                                   |
| ---------------------- | -------------------------------------- | -------------------------------------- | -------------------------------------- | -------------------------------------- | -------------------------------------- | -------------------------------------- | -------------------------------------- | -------------------------------------- | -------------------------------------- |
| 1994 (12)              | 6e                                     | 6                                      | 3                                      | 0                                      | 3                                      | 143                                    | 116                                    | +27                                    | (Kwal.)                                |
| 1996 (12)              | 7e                                     | 6                                      | 3                                      | 1                                      | 2                                      | 164                                    | 147                                    | +17                                    | (Kwal.)                                |
| 1998 (12)              | 9e                                     | 6                                      | 1                                      | 1                                      | 4                                      | 144                                    | 147                                    | −3                                     | (Kwal.)                                |
| 2000 (12)              | 3e                                     | 7                                      | 5                                      | 0                                      | 2                                      | 163                                    | 148                                    | +15                                    | (Kwal.)                                |
| 2002 (16)              | 4e                                     | 8                                      | 4                                      | 1                                      | 3                                      | 202                                    | 189                                    | +13                                    | (EK 2000)                              |
| 2004 (16)              | 4e                                     | 8                                      | 4                                      | 0                                      | 4                                      | 226                                    | 215                                    | +11                                    | (EK 2002)                              |
| 2006 (16)              | 2e                                     | 8                                      | 7                                      | 0                                      | 1                                      | 242                                    | 200                                    | +42                                    | (EK 2004)                              |
| 2008 (16)              | 3e                                     | 8                                      | 5                                      | 1                                      | 2                                      | 210                                    | 183                                    | +27                                    | (EK 2006)                              |
| 2010 (16)              | 7e                                     | 6                                      | 3                                      | 0                                      | 3                                      | 159                                    | 145                                    | +14                                    | (Kwal.)                                |
| 2012 (16)              | 6e                                     | 7                                      | 2                                      | 3                                      | 2                                      | 190                                    | 180                                    | +10                                    | (Kwal.)                                |
| 2014 (16)              | 14e                                    | 3                                      | 0                                      | 1                                      | 2                                      | 79                                     | 83                                     | −4                                     | (Kwal.)                                |
| 2016 (16)              | 7e                                     | 6                                      | 2                                      | 2                                      | 2                                      | 148                                    | 147                                    | +1                                     | (Kwal.)                                |
| 2018 (16)              | 2e                                     | 8                                      | 5                                      | 0                                      | 3                                      | 217                                    | 209                                    | +8                                     | (Kwal.)                                |
| 2020 (16)              | 5de                                    | 7                                      | 5                                      | 1                                      | 1                                      | 193                                    | 178                                    | +15                                    | (Kwal.)                                |
| 2022 (16)              | gediskwalificeerd tijdens kwalificatie | gediskwalificeerd tijdens kwalificatie | gediskwalificeerd tijdens kwalificatie | gediskwalificeerd tijdens kwalificatie | gediskwalificeerd tijdens kwalificatie | gediskwalificeerd tijdens kwalificatie | gediskwalificeerd tijdens kwalificatie | gediskwalificeerd tijdens kwalificatie | gediskwalificeerd tijdens kwalificatie |
| Totaal                 | 14/14                                  | 95                                     | 49                                     | 11                                     | 34                                     | 2.480                                  | 2.287                                  | +193                                   |                                        |

 Kampioenen   Runners-up   Derde plaats   Vierde plaats

## Team

### Belangrijke speelsters
Verschillende Russische speelsters zijn individueel onderscheiden op internationale toernooien, ofwel als "meest waardevolle speelster", topscoorder of als lid van het All-Star Team.
Meest waardevolle speelster
- Anna Vjachireva, Olympische Zomerspelen 2021

All-Star Team
- Anna Vjachireva (rechteropbouw), Olympische Zomerspelen 2021, wereldkampioenschap 2019
- Vladlena Bobrovnikova (linkeropbouw), Europees kampioenschap 2020
- Polina Kuznetsova (linkerhoek), Olympische Zomerspelen 2021